# Juwan Howard
Juwan Antonio Howard (* 7. Februar 1973 in Chicago, Illinois) ist ein ehemaliger US-amerikanischer Basketballspieler und heutiger -trainer. Der 2,06 Meter große Howard spielte von 1994 bis 2013 in der NBA und galt als Spieler, der sowohl Stärken im Angriff wie auch in der Verteidigung hatte, sowie als intelligenter Spieler, der auf mehreren Positionen eingesetzt werden konnte.

## Karriere

### College
Während seiner College-Zeit an der University of Michigan wurde Howard als Teil der Fab-Five (bestehend aus Chris Webber, Jalen Rose, Jimmy King, Ray Jackson und Howard) bekannt. Die Wolverines erreichten 1992 und 1993 das NCAA-Finale der NCAA Division I Basketball Championship, unterlagen jedoch in beiden Endspielen Duke beziehungsweise North Carolina.

### NBA
Im NBA-Draft 1994 wurde Howard an fünfter Stelle von den Washington Bullets ausgewählt. Für seine Leistungen im ersten Profijahr wurde Howard in das NBA All-Rookie Second Team berufen. Mit der Verpflichtung von Chris Webber im Austausch für Tom Gugliotta waren zwei der Fab-Five in Washington wieder vereint. Gemeinsam bildeten die beiden ein gefährliches Duo auf den Flügelpositionen. 1996 war Howard der erste NBA-Spieler in der Geschichte, der einen Vertrag über 100 Millionen US-Dollar unterschrieb. Höhepunkt war die Saison 1996/97: Howard nahm am NBA All-Star-Game teil und wurde ins All-NBA-Third Team gewählt. Nachdem Webber 1998 für Mitch Richmond zu den Sacramento Kings wechselte, wurde Howard das neue Gesicht der Mannschaft. Jedoch baute Howard statistisch ab. Nachdem Michael Jordan neuer Manager der Wizards wurde, transferierte er Howard im Februar 2001 zu den Dallas Mavericks. Während seiner Zeit in Washington erzielte Howard 18,4 Punkte, 7,4 Rebounds und 3,3 Assists im Schnitt.
Howard spielte an der Seite von Dirk Nowitzki auf der Position des Power Forwards. Er überzeugte mit 17,8 Punkten und 7,1 Rebounds pro Spiel. Nachdem man während der Playoffs die erste Runde gegen die Utah Jazz gewinnen konnte, schied man in der darauffolgenden Runde gegen die San Antonio Spurs aus. 2002 wurde Howard dann zu den Denver Nuggets transferiert, 2003 zu den Orlando Magic. Bis zu diesem Zeitpunkt war Howard bei jeder Mannschaft Stammspieler und erzielte im Schnitt 18 Punkte und 7 Rebounds pro Spiel. 2004 wurde er zusammen mit Tracy McGrady und weitere Spieler für Steve Francis, Cuttino Mobley und Kelvin Cato zu den Houston Rockets getauscht. Mit McGrady und Yao Ming als vorrangige Angriffsoptionen sank Howards Schnitt in den folgenden drei Jahren auf durchschnittlich 10 Punkte und 6 Rebounds pro Spiel.
2007 spielte er erneut für Dallas und 2008 für Denver. Für beide Teams stand er nicht mehr als sieben Minuten pro Spiel auf dem Feld. Nachdem er die Saison 2008/2009 bei den Charlotte Bobcats aktiv gewesen war, wechselte er zur Saison 2009/2010 als Free Agent zu den Portland Trail Blazers. Zunächst nur als Ergänzungsspieler verpflichtet, erhielt Howard nach der Verletzung von Joel Przybilla die Chance auf mehr Spielzeit. In 73 Spielen erzielte Howard 6 Punkte und 4,6 Rebounds in 22,4 Minuten pro Begegnung.
Seine letzte Station waren die Miami Heat, mit denen er 2011 das NBA-Finale erreichte, 2012 gewann er mit Miami dann die NBA-Meisterschaft. Nach der Saison erhielt Howard keinen neuen Vertrag bei den Heat und erhielt auch von den anderen NBA-Teams kein Vertragsangebot. Über die Medien wurde bereits ein Karriereende prognostiziert. Howard hielt sich schließlich alleine fit und kehrte im März 2013 zu den Heat zurück, die ihm einen Zehntagesvertrag anboten. Mit den Heat gewann er 2013 erneut die Meisterschaft, obwohl Howard kein einziges Playoffspiel bestritt. Während der Playoffs agierte Howard bereits als Quasi-Assistenztrainer von Erik Spoelstra.

### Trainertätigkeit

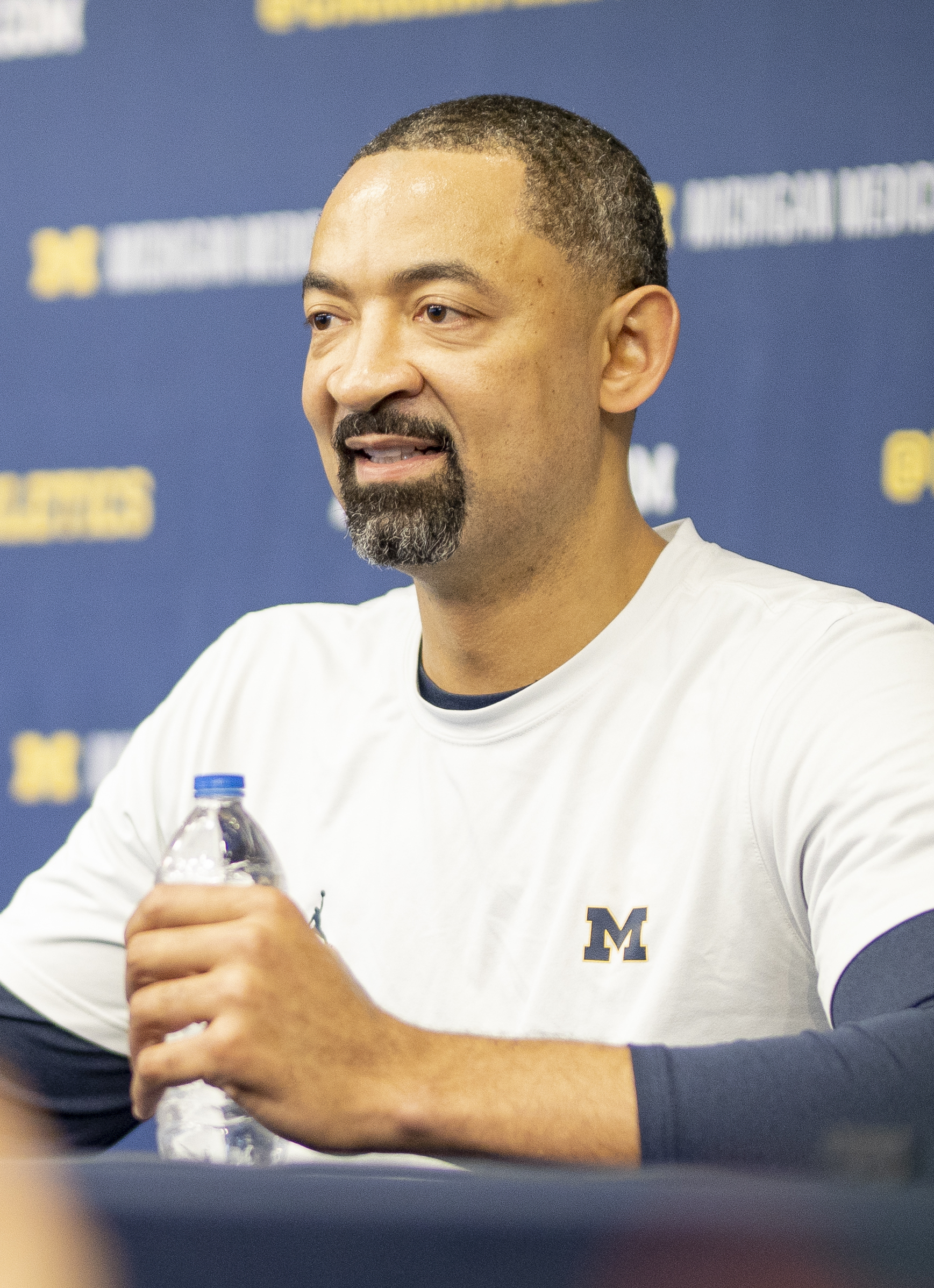
Howard als Coach der University of Michigan

Nach dem Ende seiner Spielerlaufbahn im Jahr 2013 wurde er in Miami als Assistenztrainer Mitglied des Stabes. Im Mai 2019 endete seine sechsjährige Amtszeit bei der NBA-Mannschaft, Howard nahm das Angebot der University of Michigan an, als Nachfolger von John Beilein das Cheftraineramt auszuüben. In Michigan nahm Howard seine Söhne Jace (2020) und Jett (2022) in die Mannschaft auf.

## Wohltätigkeit
Howard engagiert sich in sozialen Projekten. Seine Stiftung hilft Jugendlichen in Chicago und Washington D.C. Für sein humanitäres Engagement erhielt Howard zahlreiche Auszeichnungen.